# Remise Frans Halsstraat
De Remise Frans Halsstraat is een voormalige tramremise van de HTM op de rand van de Haagse Schilderswijk. De remise deed dienst van 1906 t/m 1983. Sinds 1989 is het Haags Openbaar Vervoer Museum (HOVM) hier gevestigd.
Deze remise werd geopend op 30 september 1906, na een bouwtijd van slechts zes maanden. De eerste aansluiting op het tramnet ging via de Parallelweg richting Vaillantlaan, waar toen tramlijn 6 reed. In 1959 werd er ook een aansluiting op lijn 11 gemaakt, van en naar het Hollands Spoor. In hetzelfde jaar kwam er een remise-spoor door de Wouwermanstraat naar de Vaillantlaan, alwaar toen tramlijn 12 nog reed. (die reed via Vaillantlaan en van der Vennestraat)
In 1963 kwam er nog een boog van Vaillantlaan rechtsaf naar Parallelweg, zodat lijn 6 makkelijker kon inrukken. Maar in juli 1969 verdween die alweer, omdat de hele tram-route via de Vaillantlaan naar Hobbemaplein verviel. (daar reed toen lijn 12) Ook het spoor in de Wouwermanstraat verdween toen. Als vervanging werd er een bocht vanaf lijn 11 uit de richting Scheveningen aangelegd. Zo ontstond de spoordriehoek die er nu nog is. Op de Parallelweg dicht bij de remise bleven nog decennia lang 2 korte sporen liggen, die voor rangeren konden worden gebruikt. Uiteindelijk werden die ook verwijderd, waarna alleen het huidige korte stukje enkelspoor in de weg overbleef.